# Bryotropha rossica
Bryotropha rossica — вид лускокрилих комах з родини виїмчастокрилі молі (Gelechiidae).

## Поширення
Вид поширений на сході України, в Естонії, півдні Росії, Казахстані та на північному заході Китаю.

## Опис
Розмах крил 12-13 мм.

## Спосіб життя
Дорослі особини були зареєстровані на крилі з травня по липень.